# Federico Martinengo (F 596)
Federico Martinengo (F 596) je víceúčelová italská fregata, která je v aktivní službě od roku 2018. Jedná se o sedmou fregatu třídy Carlo Bergamini.

## Stavba lodi a služba
Dne 4. března 2017 se v loděnici Fincantieri v Rivě Trigoso konalo slavnostní spuštění lodi na vodu. Federico Martinengo byla uvedena do služby 24. dubna 2018.
Dne 9. května 2019 se u západního pobřeží Sicílie srazila s lodí Sofia Fabio.
Dne 7. března 2020 fregata Federico Martinengo úspěšně odpálila střelu MBDA Aster.

## Vrtulníky
Na zádi lodi se nachází přistávací plocha s hangárem pro dva střední transportní víceúčelové vrtulníky NH90 s doletem 800 km (bez přídavných nádrží) nebo jeden střední vrtulník NHIndustries NH90 a jeden střední víceúčelový vrtulník EH-101, který je vyzbrojen torpédy MU90 Impact nebo protilodními střelami Marte.

## Galerie

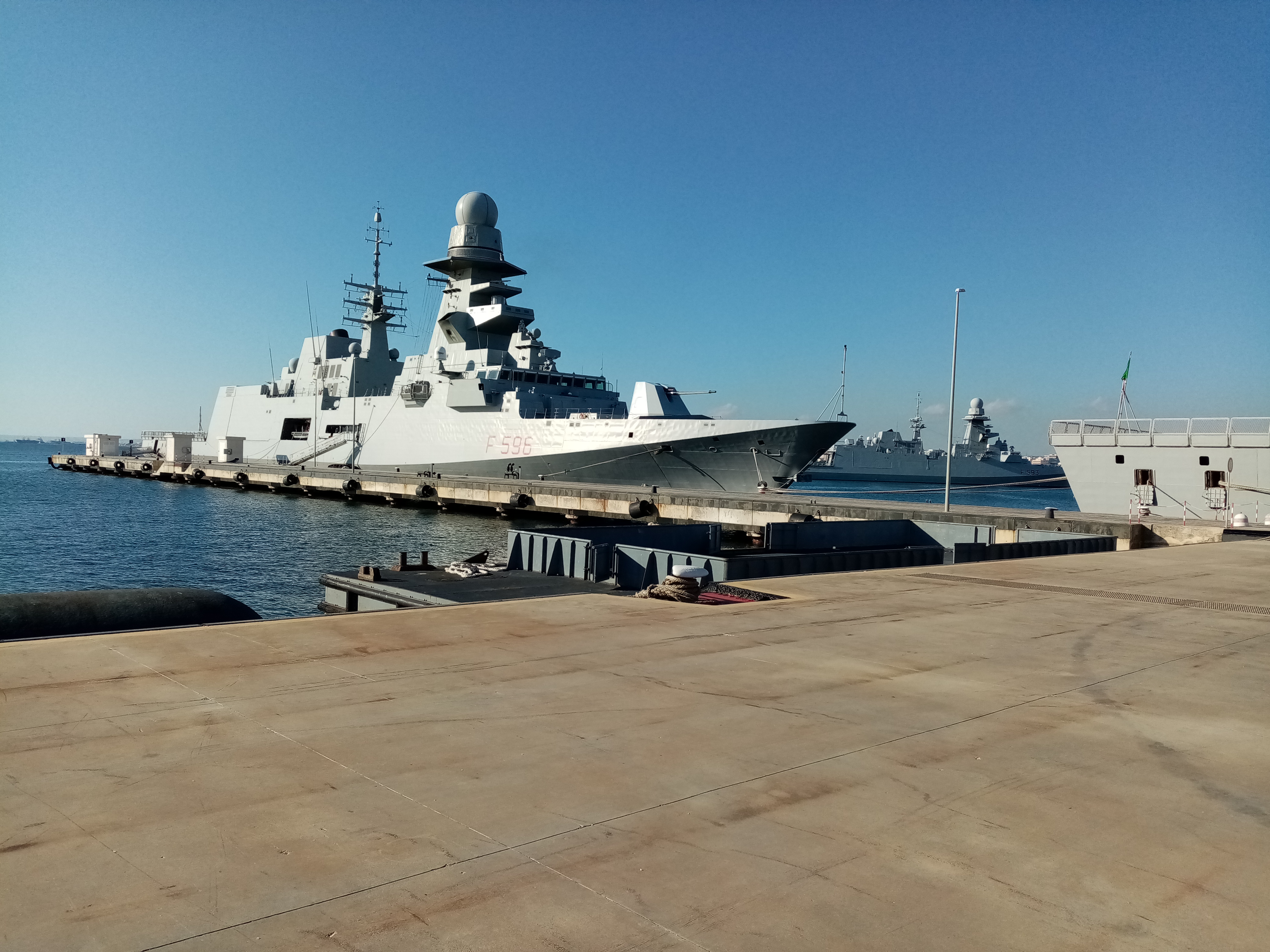
Federico Martinengo v Tarantu v roce 2019
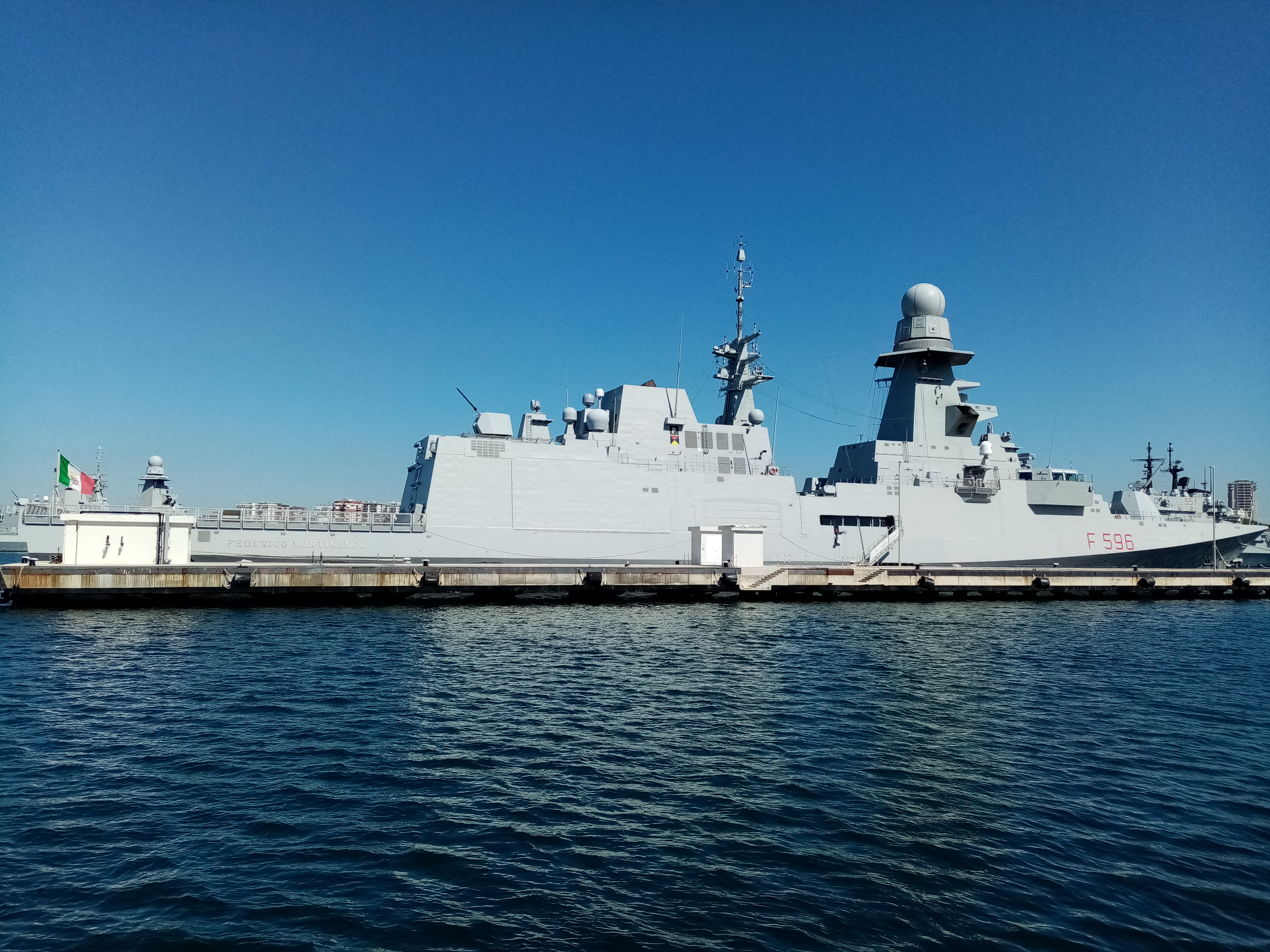
Loď Federico Martinengo v přístavu v La Spezia v roce 2019
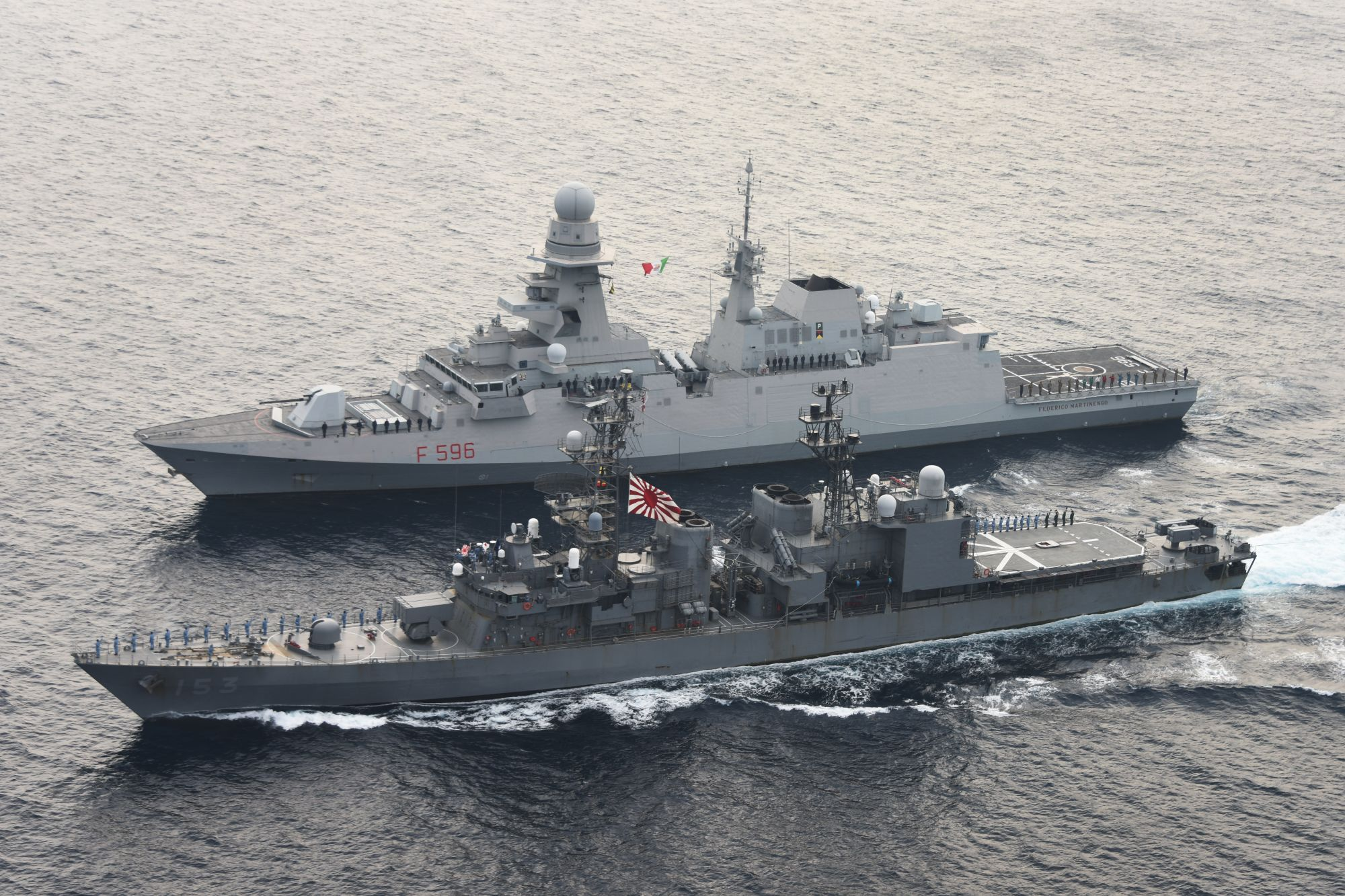
Italská fregata Federico Martinengo (F 596) po boku japonského torpédoborce Yugiri (DD-153) v roce 2021